# François Picard
François Picard (Villefranche-sur-Saône, 1921. április 26. – Nizza, 1996. április 19.) francia autóversenyző.

## Pályafutása
1954-ben megnyerte a Penya Rhin-nagydíjat, valamint Charles Pozzi társaként győzött a Reims-i 12 órás versenyen is.
1956 és 1958 között minden évben rajthoz állt a Le Mans-i 24 órás viadalon, azonban egy alkalommal sem ért célba.
1958-ban részt vett a Formula–1-es világbajnokság marokkói versenyén. A futamon összeütközött Olivier Gendebienel. François súlyosan megsérült a balesetben, és noha később teljesen felépült, felhagyott az autóversenyzéssel.

## Eredményei

### Le Mans-i 24 órás autóverseny
| Év   | Csapat            | Autó           | Csapattárs     | Helyezés | Kiesés oka |
| ---- | ----------------- | -------------- | -------------- | -------- | ---------- |
| 1956 | Jean Lucas        | Ferrari 500TR  | Robert Tappan  | Kiesett  |            |
| 1957 | Equipe Los Amigos | Ferrari 500TRC | Richie Ginther | Kiesett  | Vízpumpa   |
| 1958 | Equipe Los Amigos | Ferrari 250TR  | Jaroslav Juhan | Kiesett  | Baleset    |

### Teljes Formula–1-es eredménylistája
(Táblázat értelmezése)

(Félkövér: pole-pozícióból indult; dőlt: leggyorsabb kört futott) 

| Év   | Csapat                 | Modell          | Motor             | 1   | 2   | 3   | 4   | 5   | 6   | 7   | 8   | 9   | 10  | 11     | Helyezés | Pont |
| ---- | ---------------------- | --------------- | ----------------- | --- | --- | --- | --- | --- | --- | --- | --- | --- | --- | ------ | -------- | ---- |
| 1958 | RRC Walker Racing Team | Cooper T43 (F2) | Climax Straight-4 | ARG | MON | NED | 500 | BEL | FRA | GBR | GER | POR | ITA | MOR Ki | -        | 0    |